# Mobiel Toezicht Veiligheid

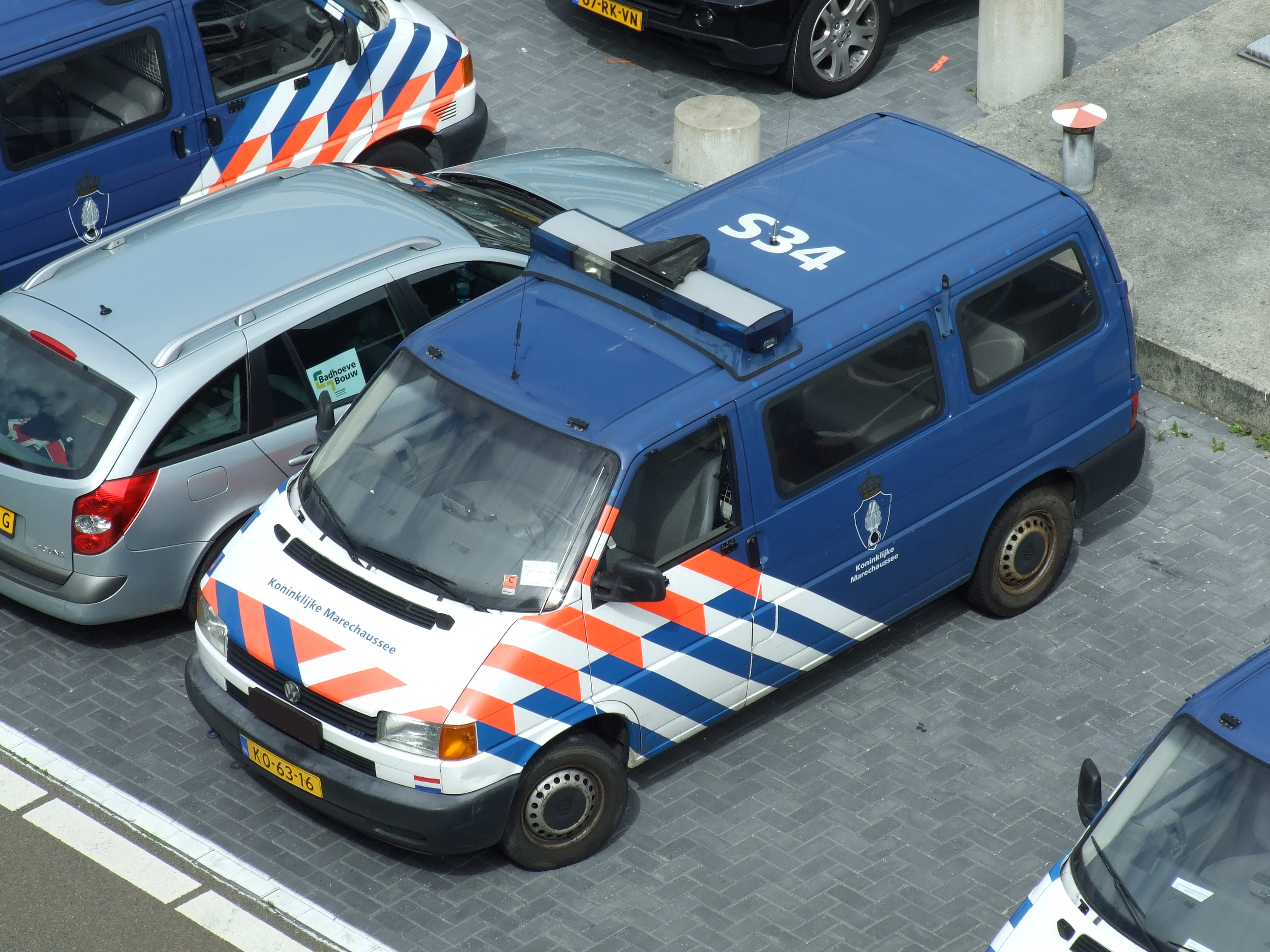
Voertuig van de Koninklijke Marechaussee

Mobiel Toezicht Veiligheid (MTV; voorheen: Mobiel Toezicht Vreemdelingen) is een bij wet geregelde controletaak in Nederland.
De controle, voortvloeiend uit artikel 4 van de Politiewet uit 2012 is gericht op natuurlijke personen die vanuit een ander Schengenland naar Nederland reizen en wordt uitgevoerd door de Koninklijke Marechaussee. Er wordt onder andere gecontroleerd of reizigers correcte reisdocumenten met zich meedragen en of de reizigers nog boetes open hebben staan of zich schuldig maken of hebben gemaakt aan andere overtredingen en/of misdrijven.
De controles worden mobiel met behulp van marechausseevoertuigen steekproefsgewijs gehouden en deze vinden plaats op de wegen, in de treinen, op het water en bij luchtverkeer. Ze worden enkel binnen de landsgrens van Nederland gehouden.